# Szklarnia (Różanki)
Szklarnia – nieoficjalny przysiółek wsi Różanki w Polsce, położony w województwie lubuskim, w powiecie gorzowskim, w gminie Kłodawa.
Przysiółek stanowi sołectwo.
Leży przy drodze krajowej nr 22. Miejscowość leży bezpośrednio przy północnej granicy miasta Gorzów Wielkopolski.
W latach 1975–1998 miejscowość położona była w województwie gorzowskim.